# Championnat de Malte de football 1996-1997
Navigation
Saison précédente Saison suivante
La saison 1996-1997 de Premier League Maltaise était la quatre-vingt-deuxième édition de la première division maltaise.
Lors de cette saison, le Sliema Wanderers FC a tenté de conserver son titre de champion face aux neuf meilleurs clubs maltais lors d'une série de matchs se déroulant sur toute l'année.
Pour la première fois, les dix clubs participants au championnat ont été confrontés à trois reprises aux neuf autres et non deux comme lors des saisons précédentes. Tous les matchs se jouant dans le même stade il n'y avait pas de notion d'extérieur ou de domicile pour ce championnat.
C'est le La Vallette FC qui a été sacré champion de Malte pour la quinzième fois.
Trois places étaient qualificatives pour les compétitions européennes, la quatrième place étant celle du vainqueur du Trophée Rothman 1996-1997.

## Qualifications en coupe d'Europe
À l'issue de la saison, le champion a participé au 1er tour de qualification de la Ligue des champions 1997-1998.
Le finaliste du Trophée Rothman, le vainqueur étant le La Vallette FC, a pris la place pour la Coupe des coupes 1997-1998.
Le deuxième du championnat a pris la place pour la Coupe UEFA 1997-1998.
Enfin, la première équipe dans l'ordre du classement qui l'a souhaité a participé à la Coupe Intertoto 1997.

## Les dix clubs participants
| Club                | Stade             | Capacité | Ville      |
| ------------------- | ----------------- | -------- | ---------- |
| Birkirkara FC       | Infetti Ground    | 2 000    | Birkirkara |
| Floriana FC         | -                 | -        | Floriana   |
| Hamrun Spartans     | Victor Tedesco    | 6 000    | Hamrun     |
| Paola Hibernians FC | Hibernians Ground | 8 000    | Paola      |
| Lija Athletic FC    | -                 | -        | Lija       |
| Naxxar Lions FC     | -                 | -        | Naxxar     |
| Pietà Hotspurs      | -                 | -        | Pietà      |
| Rabat Ajax          | -                 | -        | Rabat      |
| Sliema Wanderers FC | Guze Fava Ground  | 4 000    | Sliema     |
| La Vallette FC      | -                 | -        | La Valette |

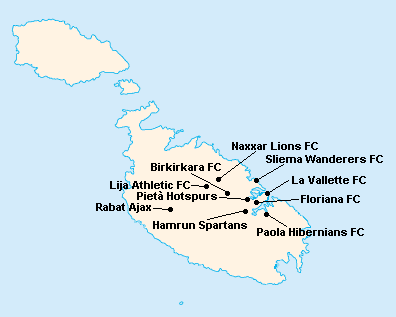
Localisation des clubs engagés dans le championnat.

L'île de Malte étant relativement petite, les clubs évoluent tous au stade National Ta'Qali (17 400 places). Certain cependant ont leur propre enceinte qu'ils peuvent éventuellement utiliser.

## Compétition

### Classement
| Rang | Équipe                  | Pts | J  | G  | N | P  | Bp | Bc | Diff |
| ---- | ----------------------- | --- | -- | -- | - | -- | -- | -- | ---- |
| 1    | La Vallette FC (C)      | 67  | 27 | 21 | 4 | 2  | 80 | 22 | +58  |
| 2    | Birkirkara FC           | 60  | 27 | 18 | 6 | 3  | 46 | 21 | +25  |
| 3    | Floriana FC             | 53  | 27 | 16 | 5 | 6  | 56 | 28 | +28  |
| 4    | Sliema Wanderers FC (T) | 46  | 27 | 14 | 4 | 9  | 58 | 30 | +28  |
| 5    | Hamrun Spartans         | 39  | 27 | 12 | 3 | 12 | 46 | 40 | +6   |
| 6    | Paola Hibernians FC     | 37  | 27 | 10 | 7 | 10 | 39 | 38 | +1   |
| 7    | Pietà Hotspurs (P)      | 36  | 27 | 11 | 3 | 13 | 35 | 41 | -6   |
| 8    | Naxxar Lions FC         | 22  | 27 | 4  | 7 | 16 | 18 | 45 | -27  |
| 9    | Rabat Ajax              | 18  | 27 | 5  | 3 | 19 | 32 | 73 | -41  |
| 10   | Lija Athletic FC (P)    | 6   | 27 | 2  | 0 | 25 | 22 | 94 | -72  |

| Légende : Qualifications et relégations | Légende : Qualifications et relégations                                                     |
| --------------------------------------- | ------------------------------------------------------------------------------------------- |
|                                         | Ligue des champions 1997-1998 (1er Tour de qualification)                                   |
|                                         | Coupe des coupes 1997-1998 (Tour de qualification)                                          |
|                                         | Coupe UEFA 1997-1998 (1er Tour de qualification)                                            |
|                                         | Coupe Intertoto 1997 (1er Tour)                                                             |
|                                         | Relégation en First Division Maltaise                                                       |
|                                         | (T) : Tenant du titre 1995-1996 (P) : Promu en 1995-1996 (C) : Vainqueur du Trophée Rothman |

### Matchs
| Résultats (▼dom., ►ext.)                                   | Bir | Flo | Ham | Hib | Lij | Nax | Pie | Rab | Sli | Val |
| Birkirkara FC                                              |     | 3-1 | 0-0 | 1-1 | 3-0 | 4-2 | 1-0 | 0-0 | 3-2 | 1-3 |
| Floriana FC                                                | 1-2 |     | 2-2 | 1-0 | 2-0 | 4-1 | 1-0 | 3-0 | 0-3 | 0-0 |
| Hamrun Spartans                                            | 1-2 | 1-3 |     | 1-1 | 6-1 | 4-0 | 2-1 | 3-1 | 2-1 | 1-2 |
| Paola Hibernians FC                                        | 1-1 | 0-1 | 3-1 |     | 4-0 | 0-0 | 2-0 | 3-2 | 1-0 | 1-4 |
| Lija Athletic FC                                           | 0-2 | 0-7 | 0-3 | 2-3 |     | 0-2 | 1-2 | 1-5 | 2-4 | 0-8 |
| Naxxar Lions FC                                            | 0-1 | 0-4 | 0-1 | 0-0 | 2-0 |     | 0-0 | 2-2 | 1-1 | 1-1 |
| Pietà Hotspurs                                             | 0-1 | 0-5 | 3-0 | 2-0 | 1-2 | 1-0 |     | 3-1 | 1-2 | 0-3 |
| Rabat Ajax                                                 | 1-4 | 2-4 | 0-2 | 0-6 | 1-4 | 2-0 | 1-2 |     | 2-0 | 0-2 |
| Sliema Wanderers FC                                        | 0-2 | 3-1 | 3-0 | 3-0 | 4-2 | 3-0 | 1-3 | 7-0 |     | 1-2 |
| La Vallette FC                                             | 2-0 | 1-2 | 3-0 | 3-0 | 5-2 | 5-1 | 6-2 | 4-1 | 1-1 |     |
| - Victoire à domicile - Match nul - Victoire à l'extérieur |     |     |     |     |     |     |     |     |     |     |

## Bilan de la saison
| Tableau d'Honneur       |                     |
| Compétition             | Vainqueur           |
| Premier League Maltaise | La Vallette FC      |
| Trophée Rothman         | La Vallette FC      |
| Supercoupe de Malte     | Sliema Wanderers FC |

| Qualifications européennes 1997-1998 |                     |
| Ligue des champions                  | Qualifiés           |
| 1er tour de qualification            | La Vallette FC      |
| Coupe des coupes                     | Qualifiés           |
| Tour de qualification                | Paola Hibernians FC |
| Coupe UEFA                           | Qualifiés           |
| 1er tour de qualification            | Birkirkara FC       |
| Coupe Intertoto                      | Qualifiés           |
| 1er tour                             | Floriana FC         |

| Promotions et relégations           |                                          |
| Relégués en First Division Maltaise | Rabat Ajax Lija Athletic FC              |
| Promus de First Division Maltaise   | Xghajra Tornadoes FC Tarxien Rainbows FC |